# بریده‌باله
بریده‌باله یا توموپتریس (نام علمی: Tomopteris) نام یک سرده از رده پرتاران است.
بریده‌باله یک کرم دریایی و از معدود جانورانی است که نور زرد تولید می‌کند. اگر چیزی مزاحم این جانور شود، ضمائم پامانندش که پای‌واره (پاراپودیا) نامیده می‌شوند، درخشان می‌شوند.